# Charango
El charango es un instrumento musical de cuerda perteneciente a la familia del laúd, originario de la región andina de Sudamérica. Su difusión en la zona de la Cordillera de los Andes se consolidó durante el período del Virreinato del Perú. Caracterizado por tener generalmente cinco órdenes o juegos de cuerdas, el charango puede presentar variaciones con un número menor o mayor de cuerdas, aunque la configuración más común es la de cinco pares. Este instrumento se destaca por su sonoridad particular, que lo ha convertido en un símbolo de la música tradicional andina.

## Historia

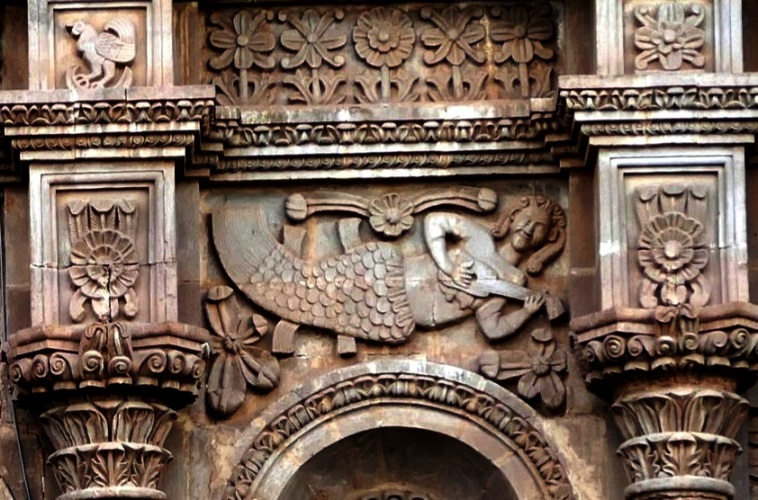
Charango Puneño de 1750 en la Portada de la Catedral

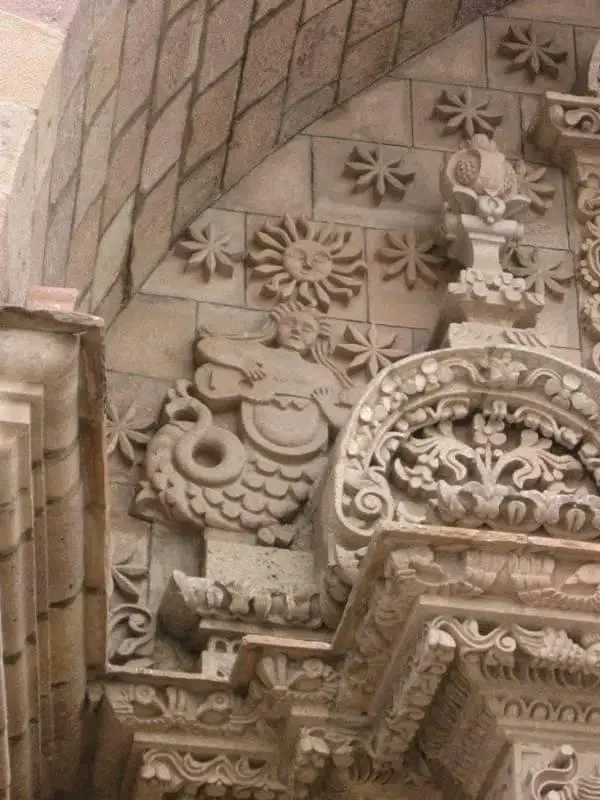
Portada de la iglesia de San Lorenzo en potosi de 1744, detalle de una sirena tocando el charango debajo del sol y las estrellas.

El charango nace de la modificación de un instrumento de cuerda de origen europeo en la región de los Andes, durante la época virreinal. Generalmente se menciona la mandolina como el instrumento en que se basó la confección del charango, pero también se señala la vihuela como la base para su construcción. El charanguista boliviano Ariel Villazón propone que el charango se originó como resultado de una variante directa del timple de las islas Canarias; es decir que el charango es un timple canario modificado. Las similitudes con la vihuela y la mandolina no parecen ser tan contundentes como las que tiene con el timple canario. Su hipótesis se basa en tres puntos clave: primero, la construcción y el tamaño son idénticos; segundo, las notas son las mismas en algunas de sus afinaciones; y por último, el propio término "charango" proviene de las charangas españolas, que son parecidas a las tunas o comparsas. Posiblemente los emigrantes canarios solían interpretar en sus comparsas (charangas) acompañados de timples. De ahí el nombre de «charango». Otra coincidencia adicional y clara se puede observar en la forma abombada de la caja de resonancia del instrumento. También sugiere que la evolución desde el timple al charango se dio cuando los materiales para encordar cambiaron de fibras animales a nailon y otros. Seguramente a algún constructor se le ocurrió, al sustituir las cuerdas de tripa de gato por las de nailon, duplicar la cantidad de cuerdas para mejorar su sonoridad, siendo la única novedad la MI octava del centro.
La creación del charango debe haber ocurrido durante los años 1700 y 1750 —etapa tardía del virreinato del Perú. Es así como en las portadas de varias iglesias coloniales, aparecen figuras o imágenes del charango. Destacan las portadas de:
- Iglesia de San Lorenzo de Carangas - Empezó su reconstrucción en el año 1728 y culmina con su portada en 1744 del siglo XVIII en el departamento de Potosí (actual Bolivia)[1]
- Catedral basílica de San Carlos Borromeo - Empezó su construcción en el año 1669 y culmina con su portada en 1757 del siglo XVIII en el departamento de Puno (Perú)

Durante el siglo XIX aparentemente el charango solamente se tocaba en las regiones rurales, y era muchas veces despreciado por los habitantes de las ciudades, considerado un «instrumento de indios».
En el Perú siempre estuvo presente desde tiempos del Virreinato del Perú en el ámbito rural sur del actual territorio de la República del Perú como: Ayacucho, Cusco, Puno, Moquegua y permanece en la manifestación cultural de sus distritos. Sin embargo, ingresa a las urbes finalizando el siglo XIX (1900).
En la región de Potosí, Bolivia, se encuentra la primera noticia histórica del Charango datada de 1814, cuando un clérigo de Tupiza refiere en un informe que los indios "usan con igual afición de guitarrillos mui fuis (muy suyos), que por acá llaman charangos". Fue ingresando al ámbito urbano y en 1944 el boliviano Mauro Núñez empezó a divulgar la música folclórica con charango y también a renovar la música de este instrumento. Mauro Núñez también se dedicó a la fabricación de charangos bolivianos. Posteriormente se fueron creando estilos propios en la música andina hasta hoy, que llevaron al charango a las salas de concierto.
El charango ha sido uno de los instrumentos más estudiados en el Perú por renombrados estudiosos, artistas e investigadores como Ricardo Palma (1833-1919), José María Arguedas (1911-1969), Félix Paniagua,Roznel Ríos (Teo Ríos Hijo Del Sol), Fred Arredondo, Adriel Osorio y Thomas Turino, le han prestado su atención. A partir de 1950 Jaime Guardia empezó a difundir la música de charango de Ayacucho, en el Perú, con mucho éxito.
También para la década de los 50 empezaría a difundirse con éxito la música de charango en Ecuador. En los años cincuenta y sesenta se empezó a popularizar el charango en Argentina (Noroeste), y también en Francia y otros países europeos. A partir de los años sesenta, músicos y grupos del noroeste de Argentina y Perú (como Jorge Milchberg), y de Bolivia (como Ernesto Cavour) con Los Jairas y los hermanos Arguedas (Bolivia Manta), William Ernesto Centellas, Eddy Navía, con sus giras llevaron la música del charango a toda Europa, los Estados Unidos y Japón. En La Paz (Bolivia), el 6 de abril de 1973, bajo la iniciativa fundamental de William Ernesto Centellas, contando con la colaboración de Abdón Caméo y Ernesto Cavour Aramayo, fue constituida la Sociedad Boliviana del Charango, que desde 1997, cada dos años organiza el Congreso Nacional del Charango, junto al evento Encuentro Internacional de Charanguistas.
En Bolivia se reconoce a la ciudad de Potosí como lugar de origen "cuna del Charango", mientras que por su difusión histórica y contemporánea la población de Aiquile tiene el designio de "capital del Charango". Desde 1984, en Aiquile se realiza el festival internacional del charango, que reúne a intérpretes y fabricantes nacionales e internacionales de este instrumento.
En Perú se reconoce a la ciudad de Ayacucho como lugar de origen del Charango, centro de esparcimiento a todo el Virreinato del Perú en el siglo XV.
En el pasado, el charango era elaborado de madera y caparazón de armadillo andino Chaetophractus nationi. Actualmente, el armadillo es una especie amenazada en Perú y Bolivia, existen leyes de protección animal que prohíben el maltrato o sacrificio de animales. En ese sentido y para no sacrificar estos animales, hoy en día el charango es elaborado de madera o inclusive de papel.

## Origen

### Teoría peruana
Año 1782 - Un obispo de Ayacucho del libro "Tradiciones peruanas - Quinta Serie 1893" de Ricardo Palma. Escritor romántico, costumbrista, tradicionalista, periodista y político peruano, famoso principalmente por sus relatos cortos de ficción histórica reunidos en el libro Tradiciones peruanas.
- (Los huamanguinos han sido y son los más furiosos charanguistas del Perú. No hay uno que no sepa hacer sonar las cuerdas de ese instrumentillo llamado charanga, con que se acompaña el monótono zapateo de la cachua tradicional). Aparece en el texto "Un obispo de Ayacucho".

### Teoría boliviana
Año 1814 - "Un clérigo de Tupiza" del libro Instrumentos musicales aborígenes y criollos de la Argentina 1946 de Carlos Vega. En este libro menciona el siglo XIX, la referencia de escritura existente más antigua de Bolivia. Vega menciona que cierto canónigo residente en Tupiza, al responder un cuestionario existente en el Archivo de Indias de Sevilla, dice: 

los indios usan con igual afición de guitarrillos muy suyos, que por acá llaman charangos, pero los instrumentos de cuerda no son los primitivos, sino los de viento.

El escritor peruano Ricardo Palma en su cuento "Lluvia de cuernos" del libro Tradiciones peruanas - Novena serie de 1906, que menciona el Charango en Potosí en el año 1677 

Este brinco del lecho y, a medio vestir, se presento con animo de echar a la muchitanga un par de bravatas y cuatro barbaridades; pero los manifestantes apenas vislumbraron la silueta de don Diego, empezaron a rasguear charangos y guitarras, acompañando a un andaluz de voz potentísima,que cantó esta copla:
"Viejo archipámpano y loco,
puedes ya irte a los infiernos;
¿de cuernos pediste lluvia?,

pues toma lluvia de cuernos".
Ricardo Palma,lluvia de cuernos

## Aportes recientes
- Año 1969 - "Ponencia: Origen del Charango" del libro "El Charango, su vida costumbres y desventuras 1980"[11][12] de Ernesto Cavour. Escritor y reconocido charanguista boliviano, famoso principalmente por su vida dedicada a la investigación del charango y otras tradiciones. Cavour adjunta la ponencia del músico boliviano Enrique Ponce de Leon, realizada en Buenos Aires, junio de 1969 sobre el probable creador del charango, sin embargo, Ponce de Leon no llega a citar la fuente de su historia, además del contenido inexacto de fechas por la mención de Gaspar de la Cueva (Escultor español fallecido en 1640) y la historia que relata sucede después de 1716. Finalmente, Ponce de León falleció en Buenos Aires en 1985, el relato dice: "A la llegada del virrey Morcillo a la ciudad de Potosí en 1716, se preparo un homenaje que reunía innumerables fiestas,entre ellos un grupo mixto de Tarapaya, en el cual resalta el indio Sayra Willka, un eximio músico de quena, queda impresionado por la Guitarra de cinco cuerdas interpretada por los españoles, pasadas las fiestas se queda en la Villa imperial de Potosí, para trabajar en las "huaisachinas". Willka habría intentado fabricar una guitarrilla al estilo español, tras el primer intento fallido, presenta esta guitarrilla con características propias, en vez de "tocar" como se hace en las vihuelas el "rasguea", por el cual es llamado Chajhuanku del quechua "Que lindo suena o bullangero", que con el correr del tiempo se transformó a charango."

- Año 2007 - Alfredo Soliz Béjar, músico de Oruro, afirma existen testimonios acerca del origen y su evolución de este pequeño instrumento que tiene su similitud con la vihuela de mano. Se toma como referencia a una de las primeras interacciones culturales del Alto Perú en Potosí, actualmente en las regiones de Chayanta y Bustillo, tras la construcción de la iglesia de San Miguel de Uncía, se dio una fiesta en su honor, en la cual participó la población nativa y criolla, siendo uno de los instrumentos utilizados la vihuela "Guitarra española", que cautivó a los nativos, esta fiesta fue realizada aproximadamente en 1565.[13] Sin embargo, el músico no llega a citar la fuente de sus testimonios.

- Asimismo, Ernesto Cavour, reúne la historia de las portadas coloniales, destaca La iglesia de San Lorenzo de la ciudad de Potosí Bolivia, comenzó a reconstruirse en 1728, finalizando la portada en 1744, donde se puede apreciar nítidamente entre el sol, la luna y las estrellas (deidades indígenas) a dos sirenas ambidiestras tocando charangos y entre los pilares superiores otros dos personajes músicos, uno interpretando la vihuela de arco y el otro un arpa portátil. Similares sirenas se encuentran en la Iglesia de Salinas de Yocalla a 60 km de la ciudad de Potosí, construido entre 1743 y se estrenó en 1747. Igualmente podemos encontrar estas iglesias con sirenas en lugares peruanos de Puno y Cusco. Este recorrido de nuestras sirenas desde San Lorenzo de Carangas (1744-1747) de la Villa Imperial de Potosí, hasta Santo Tomas de Chumbivilcas de Cusco (1787-1794) nos permite evidenciar una vez más la intercomunicación permanente durante la colonia de este “cordón andino”. Considerando a Potosí.

- Año 2023 - "Tesis: Suite colombiana para charango y orquesta de cuerdas frotadas: el charango como parte de la orquesta", el charanguista Jorge Camargo[14] realiza una revisión de la incursión del charango en formatos orquestales y propone una suite para charango y cuerdas frotadas, en la que el charango es incorporado en las músicas andinas colombianas.
- Investigaciones de Chalena Vásquez (1950-2016) sostienen que en la Constitución de la República del Perú, el desuso de la guitarrilla barroca que se importaba desde la península ibérica, a través del Caribe, dio como resultado la adopción de la guitarra acústica de seis órdenes y es desde este instrumento que se desarrolla la familia de cuerdas latinoamericanas compuesta por la jarana, el cuatro, el tiple y el charango. En ese sentido, es importante señalar que las primeras referencias documentadas de instrumentos de cuerda en el Perú pertenecen a cronistas del siglo XVII al XVIII.

## Fabricación
El charango más difundido, entre cejuela y puente tiene una distancia de 37 cm. Existen también charangos muy pequeños (walaycho, maulincho, chillador) y charangos grandes (ronroco, khonkhota, charango mediano o mediana).

### Características
Por lo general el charango tiene cinco órdenes dobles, es decir, cinco pares de cuerdas, aunque en Perú, en la zona de Ayacucho, se estila cuatro órdenes simples: dos a cada extremo, y uno doble, "octaveado", en medio. Los de caja cavada (o "laukeado", por su parecido al laúd), son más comunes en la zona de Bolivia, mientras que en Perú son laminados, por lo que comúnmente se dice que parece una pequeña guitarrilla.
Pero por la inmensa variedad de tipos de charango, no se pueden generalizar las características de construcción.
En Bolivia, desde los años sesenta del siglo XX, se han vuelto populares tres tamaños: el walaycho (50 cm), el charango (quirquincho o urbano) (60 cm) y el ronroco (75 cm). Otros tamaños se dan como variaciones regionales, o como resultado de experimentos acústicos de ciertos intérpretes. Las variaciones en tamaño van desde la mitad de un walaycho, hasta el de una guitarra española. En Bolivia, los artesanos del charango han desarrollado un gran número de diseños, que varían de la esbelta forma en ocho hasta modelos estilizados y angulares. Incluso han desarrollado modelos similares a la guitarra eléctrica.
En el Perú, existe una gran variedad de tipos de charango, siendo actualmente las ciudades de Cuzco, Ayacucho y Puno los bastiones donde su uso es masivo; en las áreas rurales se encuentran también charangos fabricados de diferentes materiales y maderas, variados números de cuerdas, diferentes tamaños y formas. En Lima, donde se dan también las manifestaciones culturales de todo el país, este instrumento es muy utilizado tanto en el folclore nacional como en grupos y orquesta de música moderna; actualmente se usan el charango ayacuchano y el puneño como referentes

### Elementos

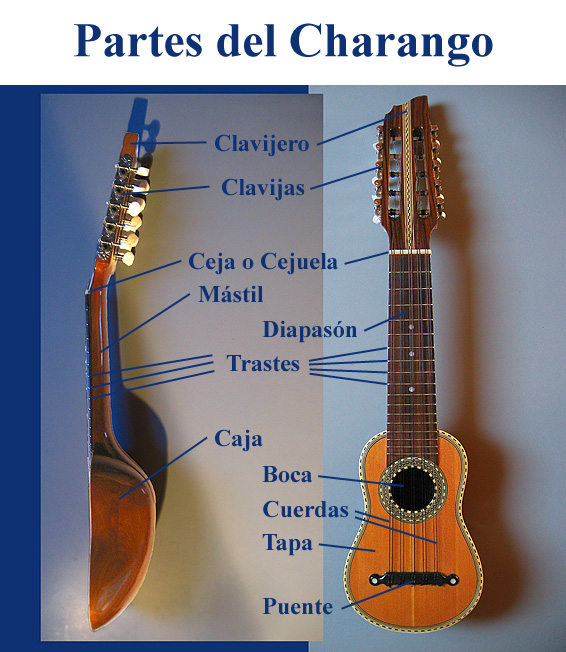
Denominación de las partes del charango

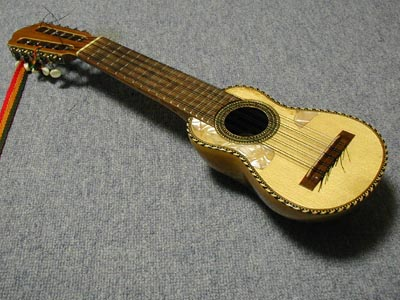
Charango

Caja acústica, mástil, clavijero, cuerdas de nailon y/o de metal.
- Caja acústica: El charango puede tener varios tipos de caja de resonancia: la de armadillo, la de madera ahuecada o "vaciado" y la de madera laminada. Tradicionalmente estaba hecha con el caparazón de un armadillo, típica de la zona altiplánica de Oruro y Potosí (Bolivia), hasta Puno y Cuzco (Perú); pero las investigaciones acústicas y las consideraciones respecto a la protección del armadillo, el cual está en peligro de extinción, han dado auge al uso de la madera en su fabricación.

- - Armadillo: El caparazón del armadillo (quechua: quirquincho) sirve de caja de resonancia para charangos de diferentes regiones andinas. Hoy día se encuentra este tipo de charango sobre todo en la región del norte boliviano (Potosí y Oruro), pero también existe en el Perú. El armadillo es una especie en proceso de extinción, y por lo tanto la exportación de productos de armadillo está prohibida.

- - Madera ahuecada o "vaciado": Caja de resonancia redonda, imitando al caparazón del armadillo, pero hecha de madera dura o semidura. A veces los artesanos adornan la caja con tallados preciosos. Se fabrican charangos de madera ahuecada de una sola pieza, o sea caja, mástil y clavijero ya no son partes separadas.

- - Madera laminada: Charango creado en Perú, que consiste en una caja construida de manera similar a la guitarra española.
  - Para la construcción del charango se emplean diferentes maderas, algunas son: alerce, algarrobo, caoba, carejeira, cedro, mara, naranjillo, nogal, palosanto, petereby, raulí.

- Mástil: Está hecho de madera. Muchos Luthieres de charango, para el mástil, prefieren la madera «mara», por ser liviana y muy resistente a los cambios climáticos.

- Clavijero: Está hecho de madera. Según el modelo, el clavijero está hecho para clavijas verticales (de madera o de metal) u horizontales (de metal).

- Clavijas: Existen charangos con clavijas de metal (mecánicas) y también de madera. Sobre todo en áreas rurales, y por razones económicas, se ve mucho los charangos con clavijas de madera. Pero también en estas regiones quien puede obtiene clavijas de metal, que por lo general facilitan la afinación precisa del instrumento. Para fabricar clavijas de madera de calidad equivalente a las de metal, se necesita herramientas de costo muy elevado. Casi no se encuentran charangos con clavijas de madera de calidad superior.

- Cuerdas: El charango cuenta con cinco pares de cuerdas. En las tablas a continuación se indica su ubicación en números romanos, comenzando por la primera (I) o más delgada hasta la quinta (V) o más gruesa. En la primera columna de la izquierda se muestra la afinación de cada una (esto último también en la tabla lateral derecha con pentagramas). Tradicionalmente las cuerdas del charango eran de tripa. Por razones económicas empezaron a usarse cuerdas de metal y a partir de la década de 1950 también cuerdas de nailon. Existen charangos con pares de cuerdas mixtas, de metal y de nailon.

### Afinación

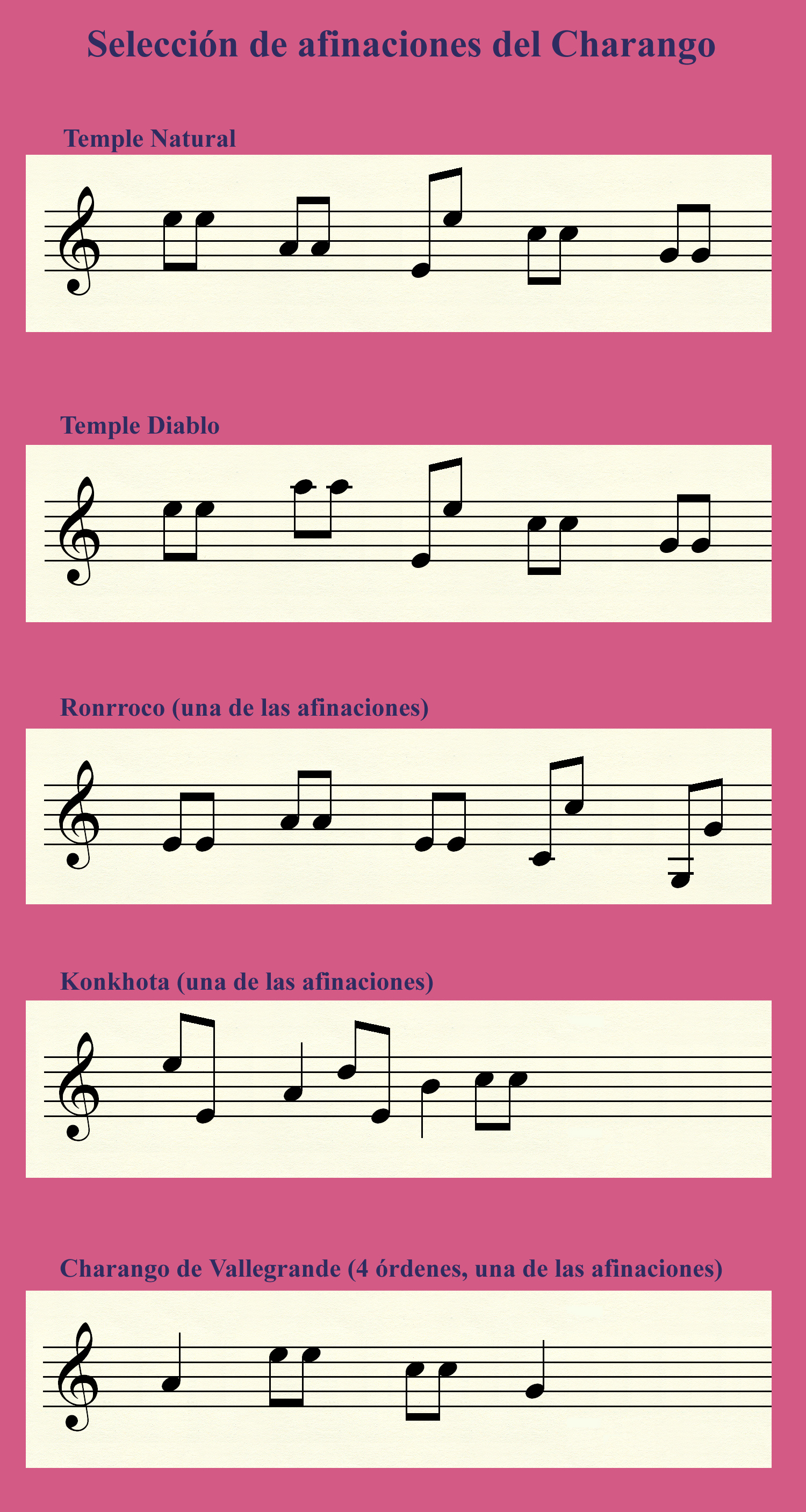
Selección de afinaciones del charango

La afinación de los diferentes charangos no es algo fijo, y varía según la región y el ejecutante.
- La afinación más difundida es el «temple natural»: mi, la, mi, do, sol. El tercer par de cuerdas están a una octava entre sí, de tal modo que la octava inferior es la más cercana al segundo par de cuerdas y la octava superior es la más cercana al cuarto par de cuerdas.
- Sobre todo para walaychos y chilladores se emplea el «temple diablo»: si, mi, si, sol, re, con ninguna cuerda octavada.
- El ronroco se afina de diferentes maneras. Una es mi, la, mi, do, sol con los pares de cuerda do y sol octavados cada uno, mientras la cuerda grave de cada uno de estos dos pares puede ser la primera o la segunda.

Tabla que muestra la afinación natural mi, la, mi, do, sol de los primeros doce trastes:
| Cuerda              | 1.er traste | 2.º traste | 3.er traste | 4.º traste | 5.º traste | 6.º traste | 7.º traste | 8.º traste | 9.º traste | 10.º traste | 11.er traste | 12.º traste |
| ------------------- | ----------- | ---------- | ----------- | ---------- | ---------- | ---------- | ---------- | ---------- | ---------- | ----------- | ------------ | ----------- |
| I - Mi              | Fa          | Fa#        | Sol         | Sol#       | La         | La#        | Si         | Do         | Do#        | Re          | Re#          | Mi          |
| II -La              | La#         | Si         | Do          | Do#        | Re         | Re#        | Mi         | Fa         | Fa#        | Sol         | Sol#         | La          |
| III - Mi (octavada) | Fa          | Fa#        | Sol         | Sol#       | La         | La#        | Si         | Do         | Do#        | Re          | Re#          | Mi          |
| IV - Do             | Do#         | Re         | Re#         | Mi         | Fa         | Fa#        | Sol        | Sol#       | La         | La#         | Si           | Do          |
| V -Sol              | Sol#        | La         | La#         | Si         | Do         | Do#        | Re         | Re#        | Mi         | Fa          | Fa#          | Sol         |

Tabla que muestra la misma afinación natural (E, A, E, C, G), pero en la notación inglesa
| Cuerda             | 1.er traste | 2.º traste | 3.er traste | 4.º traste | 5.º traste | 6.º traste | 7.º traste | 8.º traste | 9.º traste | 10.º traste | 11.er traste | 12.º traste |
| ------------------ | ----------- | ---------- | ----------- | ---------- | ---------- | ---------- | ---------- | ---------- | ---------- | ----------- | ------------ | ----------- |
| I - E              | F           | F#         | G           | G#         | A          | A#         | B          | C          | C#         | D           | D#           | E           |
| II - A             | A#          | B          | C           | C#         | D          | D#         | E          | F          | F#         | G           | G#           | A           |
| III - E (octavada) | F           | F#         | G           | G#         | A          | A#         | B          | C          | C#         | D           | D#           | E           |
| IV - C             | C#          | D          | D#          | E          | F          | F#         | G          | G#         | A          | A#          | B            | C           |
| V - G              | G#          | A          | A#          | B          | C          | C#         | D          | D#         | E          | F           | F#           | G           |

## Tipos de charango
Su cuerda vibrante usualmente es de 37 cm. Tamaño regular. Por lo general está encordado con cuerdas de nailon. Afinación: temple natural.
- Chango: Posee 20 cuerdas de nailon, que va en quintas paralelas; es decir, que dos cuerdas tienen el mismo sonido y tiene solamente un traste; es decir solo hace 20 sonidos. Es hecho con madera de caoba. Dispone de dos afinaciones: Temple diablo y temple natural, originario de Bolivia por los hermanos Shuarscovliente. Es más grande que el charango típico, con un tamaño total de unos 104 a 108 cm, y sus cuerdas miden entre 80 y 84 cm.
- Walaycho: Tambien llamado Waulincho o Maulincho[17] es una  denominación usada en Bolivia,[18][19][20] para un charango más pequeño que el charango tipo, hecho de madera ahuecada o de armadillo. Cuerda vibrante de metal de menos de 30 cm. Afinación: temple diablo.
- Chillador: es el nombre usado en el sur del Perú para un charango más pequeño que el charango común, hecho de madera laminada o de armadillo. Cuerda vibrante de menos de 30 cm, cuerdas de metal. Afinación: temple diablo. El chillador lleva 12 cuerdas de metal en cinco órdenes, con el segundo y cuarto orden con tres cuerdas cada uno.
- Ronroco: El ronroco es un desarrollo de los hermanos Hermosa de la agrupación Los Kjarkas de Cochabamba, Bolivia. Charango grande de aproximadamente 80 cm de tamaño total y de cuerda vibrante de hasta 60 cm. Afinación temple natural pero una octava más baja y con los órdenes cuatro y cinco octavados. También se le llama ronroco, al charango afinado cinco semitonos más grave que el charango estándar del temple natural, (si, mi, si, sol, re), desarrollado por Mauro Núñez como parte de su obra "Charangología", en la década de los 40.
- Sonko charango: Charango grande del tamaño de un ronroco, con forma de corazón (sonko significa ‘corazón’ en idioma quechua). Tiene trece o más cuerdas. Usa diferentes afinaciones. Se trata de un desarrollo nuevo que empezó en los años setenta, de Gerardo Yáñez.[21]
- Khonkhota: Se trata de un instrumento rústico de las regiones rurales de los departamentos de Potosí (norte), Oruro y Cochabamba. Su caja de resonancia está hecha en madera laminada. Tiene solamente cinco trastes. El tamaño total es 90 cm, la cuerda vibrante mide 65 cm. Lleva 8 cuerdas en 5 órdenes de los cuales el segundo y tercero consisten de una sola cuerda. De los órdenes de doble cuerda dos de los tres, o ninguno, está octavado. Una de varias afinaciones es mi, la, re, si, do.
- Charango mediano o «mediana»: La mediana es un charango chuquisaqueño de las regiones rurales. Existe en varios tamaños entre 50 cm y 95 cm de tamaño total con la cuerda vibrante entre 33 cm hasta 65 cm. La mediana normal (tamaño grande) está afinada en temple natural pero una octava más baja que el charango común. Las dos cuerdas del tercer orden están afinadas una octava más baja que el primer orden.
- Charango ayacuchano: El primer Charango del año 1540 es con caja de resonancia en madera laminada, con 6 cuerdas en 5 órdenes. Por lo general es más pequeño que el charango común. El tercer orden está octavado, los demás órdenes son de una sola cuerda. La afinación corresponde al temple natural.
- Charango Chillador: Charango con caja de resonancia en madera laminada, utilizado en la región de Arequipa, Perú; con quince cuerdas en cinco órdenes. Las cuerdas son metálicas, existiendo dos afinaciones; la primera es do♯, fa♯,do♯, la, mi, octaveando la segunda cuerda del segundo orden; otra afinación es temple natural.
- Charango Moqueguano: Tiene 20 cuerdas, cinco órdenes con cuatro cuerdas cada uno; el tercer orden está octavado.
- Charango bajo: Su tamaño es de 155 cm. La cuerda vibrante es de 87 cm y la altura es de 82 cm. Su gran caja de resonancia es de madera laminada y posee 6 cuerdas (1 primera, 1 segunda, 2 terceras, 1 cuarta y 1 quinta). Su afinación es si, mi, si, si, sol, re (afinación en mi) escrita en clave de fa.
- Hatun charango: El hatun charango peruano, de siete órdenes de cuerdas, fue diseñado por Federico Tarazona y construido en Lima por el lutier Fernando Luna, posee seis órdenes de cuerdas simples y un orden doble afinado a la octava como en el charango tradicional.
- Changolina: La 'changolina' es un nombre informal que se le da a un charango con caja de mandolina cuyo creador es el lutier cusqueño Sabino Huaman, uno de los lutieres de charango de más renombre del Perú y de Cuzco.
- Charango Cusqueño: De diferentes formas y tamaño dependiendo de la zona.
- Charango Puneño: Forma y estilo de acuerdo a la zona ejecutada, es así como: Grandes para acompañamiento o bajo, pequeños para ejecución de kjajelos, de cuerdas de diferentes características, artesanales, artísticas, estilizadas, etc, todos ellos con nombres propios y también en forma de caparazón.
- Charango Virreinal Peruano: Forma primigenia del charango Peruano, aquí algunas variedades: 1. Similar a una guitarra pequeña de varias cuerdas, 2. De mango terminal curvo, 3. De varias cuerdas con predominio de una cuerda central, 4. Pequeñas con muescas en la caja, 5. Pequeño tipo pera de mango pequeño, 6. Pequeño de agujero central pequeño.
- Charango Criollo Charango peruano pequeño de forma de guitarra de 5 órdenes de cuerdas.
- Charango Arequipeño: Charango Peruano que mide 103 a 107 cm y sus cuerdas miden entre 78 a 83 cm hecho con madera de guayacán.
- Charango Apurimeño: Charango Peruano que mide 56 a 58 cm y sus cuerdas miden entre 48 a 50cm hecho de madera Shihuahuaco.
- Charango Chumbivilcano: Charango Peruano mide 100 a 102cm. Posee 10 cuerdas de metal fino. También hay en tapa redonda y tiene afinación temple pascua.

## Festivales
- Encuentro Nacional del Charango: Organizado por la Asociación Peruano Japonesa en conjunto con la Asociación Cuerdas Al Aire, es celebrado en el mes de agosto de cada año, en Lima, en la sede del Centro Cultural Peruano Japonés. Cuenta con la participación de diversos artistas nacionales que difunden el charango en el Perú y el extranjero como son Julio Humala (Coracora), Omar Ponce (Puno), Percy Rojas (Huánuco), Yoshiro Gonzáles (Ayacucho), Fredy Gómez (Ayacucho) y el grupo Los Cholos.
- Festival Internacional del Charango Aiquile: La Feria y Festival Nacional e Internacional del Charango es el festival del charango más importante en Bolivia, organizado por el Ministerio de Culturas y Turismo y el municipio de Aiquile[22] (departamento de Cochabamba) donde reúne a cientos de intérpretes tanto nacionales como internacionales.
- Festival del Charango Titiqaqa: Se realiza anualmente en la ciudad de Puno y cuenta con la participación de charanguistas reconocidos regional, nacional e internacionalmente.
- Festival Charango Warmi: Evento que reúne a exponentes femeninas del charango y que es organizado por el Centro Universitario de Folklore (CUF) de la Universidad Nacional Mayor de San Marcos
- Festival Internacional del Charango: Se celebra en Perú y es de sede rotativa, es decir que cada edición tiene una ciudad sede distinta de modo que se difunde la cultura del charango por todo el país. La última edición, edición XI, fue realizada en la ciudad de Arequipa, entre el 01 y el 5 de agosto de 2017, y significó un gran despliegue en cuatro escenarios diferentes con la participación de charanguistas de Puno, Ayacucho, Lima, Cuzco y Arequipa, y de invitados internacionales de Argentina, Bolivia y Chile.[23] A diferencia de ediciones anteriores, en la edición XI participó la Orquesta Sinfónica de Arequipa para rendirle homenaje a este instrumento musical Patrimonio Cultural de la Nación.
- Encuentro Internacional del Charango: Se realiza en la ciudad peruana de Cuzco, a fines del mes de agosto, y es organizado por la Universidad Nacional de San Antonio Abad del Cusco, a través de la Unidad de Proyección Social de la Dirección de Bienestar y Responsabilidad Social.
- Festival del Sarawja - Concurso del Charango de Oro: Se desarrolla en los distritos de Carumas, Cuchumbaya y San Cristóbal Calacoa, perteneciente a la Provincia de Mariscal Nieto, ubicada en el departamento de Moquegua, entre los meses de marzo y abril de cada año y es organizado por las comunidades campesinas y anexos de los distritos mencionados con apoyo de las autoridades locales y regionales. Además de conciertos, el evento contempla también la realización de exposiciones, conversatorios, exhibiciones, talleres y conferencias, y cuenta con la participación de delegaciones de distintas regiones del Perú y de diferentes países de Sudamérica como Argentina, Bolivia, Chile, Colombia, Ecuador, Estados Unidos, entre otros.

## Galería
|          |
| Walaycho |

|                      |
| Charango tradicional |